# Картер, Кен
Кенни Рэй Картер (род. 13 февраля, 1959 Фернфуд, Миссисипи, США) — американский предприниматель, активист в области образования и бывший тренер по баскетболу в средней школе. Картер учился в колледже в Сан-Франциско, затем в Колледже Контра Коста, и, наконец, в Университете Джорджа Фокса, где играл в баскетбол. Его сыграл Сэмюэл Джексон в 2005 в фильме Тренер Картер.

## Биография
Родился 13 февраля 1959 в городе Фернфуд, штат Миссисипи, США. Рос в многодетной семье, где ещё было 8 детей. В возрасте 14 лет переехал с семьей в город Ричмонд, Калифорния. С детства увлекался баскетболом. После окончания школы, поступил в «Университет Джорджа Фокса» в Орегоне, где продолжил игру в баскетбол. После возвращения в Ричмонд, он учился в «Государственном университете Сан-Франциско». Он прошёл курсы электронной коммерции в «Колледже Контра Коста» в Сан-Пабло, Калифорния. После окончания университета стал разрабатывать свой бизнес проект. Он открывает свои собственные парикмахерские и спортивный магазин.
В 1997 году стал тренером баскетбольной команды в средней школе Ричмонда. Он стал внедрять в баскетбол некоторые приемы Slamball. В середине сезона он запретил игрокам своей команды, которая ещё не испытала ни одного поражения, выходить на площадку из-за низкой успеваемости в школе. Хотя поначалу общество было возмущено его решением, в конце концов общественное мнение изменилось, и Картера хвалили за его упорство в выработке приоритетов для своей команды. Его подход также принёс свои плоды: каждый из его игроков в «Ричмонд Ойлерс», где он тренировал с 1997 по 2002 год, окончил школу. История сезона 1999 года легла в основу фильма 2005 года «Тренер Картер», где Картера сыграл Сэмюэл Л. Джексон.